# 相樂與清人的乃木坂噗噗噗
《相樂與清人的乃木坂噗噗噗》（日语：／ Sagaratokiyotononogizakapupupu */?）是日本女子組合乃木坂46成員相樂伊織與搞笑組合Bad Boys成員清人主持的綜藝節目，每集均會邀請埼玉縣出身的乃木坂46成員擔任嘉賓，提供覺得「噗噗噗」的搞笑事情，自由奔放，笑點低的無力系節目。在2015年10月11日（10日深夜）至11月22日（21日深夜）於埼玉電視台播出。2015年11月27日，埼玉電視台在官方網站宣佈節目停止播放。

## 概要
乃木坂46成員相樂伊織由於喜歡搞笑藝人，便想讓乘著勢頭的乃木坂46與搞笑藝人一同在電視上亮相為契機，毎週收集并披露覺得可以「噗噗噗」地笑出来的搞笑藝人表演而開始的輕鬆節目。節目內，除了搞笑藝人的表演外，亦有自由暢談的「噗噗噗談話」、評價乃木坂46的「噗噗噗VTR」、通過購物外景等介紹「噗噗噗」地笑的事物。

## 出演者
主持人
- 清人：與監製混熟而擔任主持人[2]。目標是將節目變成長壽節目，50歲時與相樂伊織在日暮里開設小酒吧，乃木坂46中喜歡的成員白石麻衣[6]。
- 相樂伊織：希望讓更多人知道自己愛吃的草加煎餅[1]。向大家介紹不為人所知的搞笑藝人[1]。喜歡的搞笑藝人搞笑寶石箱（日语：ラフレクラン）[1]。希望成為像松岡茉優一樣能夠主持綜藝節目的人[1]。口頭禪是該怎麼說呢（なんか）[7]，用英語說海豚時會故意倒轉說[5]。

每週主持人
- 秋元真夏：擔心相樂伊織的同時，對主持人的位置虎視眈眈[6]，自稱現今偶像界最可愛的成員[8]。
- 井上小百合[9]
- 齋藤千春[9]
- 佐佐木琴子[9]
- 新內真衣[9]
- 中田花奈：吐槽的同時支撐相樂伊織[10]，希望這節目能夠令到大家想去埼玉[11]。

## 播放時間
| 播放日期                  | 播放時間                         | 播放電視台 | 播放地區 | 備考            |
| ------------------------- | -------------------------------- | ---------- | -------- | --------------- |
| 2015年10月11日 - 11月22日 | 星期日 0:30 - 1:00（星期六深夜） | 埼玉電視台 | 埼玉縣   | 數碼電視第3頻道 |

## 每集內容
| 集數 | 播放日期 | 每週主持人        | 每週旁白   | 嘉賓                                                 |
| ---- | -------- | ----------------- | ---------- | ---------------------------------------------------- |
| 1    | 10月10日 | 秋元真夏 中田花奈 | 衛藤美彩   |                                                      |
| 2    | 10月17日 | 秋元真夏 中田花奈 | 白石麻衣   | Pu&Mu、水果叔叔Toshi（フルーツおじさんとっしー）、銀7、Ranpanpusu            |
| 3    | 10月24日 | 秋元真夏 中田花奈 | 井上小百合 | 舒麥加、笑控、挖土機礦山自卸車、池袋藝人             |
| 4    | 10月31日 | 秋元真夏 中田花奈 | 新內真衣   | Young Woods、Pepe、三浦Mild、Yunibasu                |
| 5    | 11月07日 | 秋元真夏 中田花奈 | 佐佐木琴子 | Catch、湘南德特拉德、Dorianzu                        |
| 6    | 11月14日 | 秋元真夏 中田花奈 | 齋藤千春   | 怪獸、Pu&Mu、佐田正樹（Bad Boys）、Kukki（野性爆彈） |
| 7    | 11月21日 |                   |            | 齋藤千春、佐佐木琴子、新內真衣、中田花奈             |

## 製作人員
- 技術協力：SWISH JAPAN（日语：スウィッシュ・ジャパン）
- 綜合演出：八島崇行
- 制作協力：Foolenlarge合同公司[12]
- 監製：安井啓太[13]
- 製作人：森田篤[14]
- 首席製作人：木村文英